# Cunning Stunts
Cunning Stunts is het zevende album van de Britse progressieve rockband Caravan. Caravan is een van de centrale bands binnen de Canterbury-scene.

## Tracklist
1. The Show Of Our Lives - 5:43 (David Sinclair /J.Murphy)
2. Stuck In A Hole - 3:08 (Pye Hastings)
3. Lover - 5:07 (Mike Wedgwood)
4. No Backstage Pass - 4:31 (Pye Hastings)
5. Welcome The Day - 3:59 (Mike Wedgwood)
6. The Dabsong Conshirtoe - 18:00 - inclusief:
  - The Mad Dabsong
  - Ben Karratt Rides Again
  - Pros And Cons
  - Wraiks And Ladders
  - Sneaking Out The Bare Square
  - All Sorts Of Unmentionable Things) (David Sinclair / J.Murphy)
7. The Fear And Loathing In Tollington Park Rag - 1:07 (GR)
8. Stuck In A Hole (single version) - 3:11 (Pye Hastings)

Bonus tracks op de heruitgebrachte CD in 2001:
1. Keeping Back My Love - 5:15 (Pye Hastings)
2. For Richard (live at Fairfield Hall, Croydon) - 18:33 (David Sinclair)

## Bezetting
- Pye Hastings, zang, gitaar
- Richard Coughlan, drums
- David Sinclair, orgel, piano
- Mike Wedgwood, basgitaar
- Geoff Richardson, altviool

Gastoptreden van:
- Jimmy Hastings